# Kalabalak
Kalabalak  šesti je studijski album makedonskog rock sastava Leb i sol, koji izlazi 1983. godine, a objavljuje ga diskografska kuća Jugoton.
Album snimaju u studiju M-2 radio Skoplja, zajedno s gostima Slobodanom Bobiem Micevom na orguljama i Petrom Kargovom na saksofonu.
Riječ kalabalak je palindrom iz turskoga jezika što znači gomila ljudi. Vratila se srpski jezik upravo zahvaljući ovom albumu.
U vrijeme kad je album dostigao zlatni tiraž, dio članova je služio vojni rok.

## Popis pjesama

### A strana
1. "Pubertet vlada gradom" (4:44)
2. "Kalabalak" (3:55)
  - Tekst - Goran Stefanovski
  - Glazba - Vlatko Stefanovski
3. "Bistra voda" (4:47)
4. "L.A. krdija" (5:42)

### B strana
1. "Billion Air-Conditions" (3:43)
2. "Malo sutra" (3:52)
  - Tekst - Goran Stefanovski
  - Glazba - Vlatko Stefanovski
3. "Bez reči (4:27)
4. "Zelena fotelja doma mog" (5:20)

## Izvođači
- Vlatko Stefanovski - gitara, vokal, udaraljke
- Dragoljub Đuričić - bubnjevi, udaraljke
- Bodan Arsovski - bas gitara, bas pedale, udaraljke, prateći vokali
- Ana Kostovska, Goran Stefanovski - prateći vokali

Glazbeni gosti
- Slobodan Bobi Micev - orgulje (Hammond), glockenspiel, prateći vokali
- Petar Kargov - saksofon (Tenor)

### Produkcija
- Producent, aranžer  - Leb i sol
- Autori - Bodan Arsovski (skladbe: A1, A3, B3), Vlatko Stefanovski (skladbe: A3 do B1, B4)
- Tehničar - Braco Zafirovski, Milka Gerasimova
- Dizajn - M. Ilić
- Fotografija - V. Serafimov

## Vanjske poveznice
- Discogs - Recenzija albuma